# Esporles
Esporles è un comune spagnolo di 4 808 abitanti situato nella comunità autonoma delle Baleari.